# Michael Jackson (Bischof)

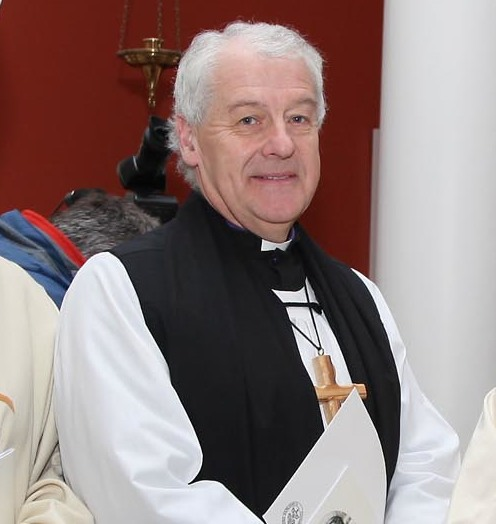
Michael Jackson

Michael Jackson (* 24. Mai 1956  in Lurgan, Nordirland, Vereinigtes Königreich) ist Erzbischof von Dublin und Bischof von Glendalough der Church of Ireland.

## Kirchliche Laufbahn
Michael Geoffrey St Aubyn Jackson wurde 1987 zum Priester ordiniert. Von 1989 bis 1997 war er Hochschulseelsorger am Christ Church College in Oxford. Nach seiner Rückkehr nach Irland war er unter anderem Dekan von Cork (1997–2002).
Michael Jackson spielt auch eine aktive Rolle in der weiteren Anglikanischen Gemeinschaft, vor allem in den Bereichen ökumenische Bewegung und interreligiöser Dialog.
Von der Kirche von Irland wurde er am 21. November 2001 zum Bischof von Clogher gewählt und in der St. Patrick Anglican Cathedral in Armagh am 6. März 2002 geweiht.
Am 2. Februar 2011 wurde er zum Erzbischof von Dublin und Bischof von Glendalough gewählt, am 8. Mai 2011 trat er die Nachfolge von John Neill an.
| Personendaten    | Personendaten                                                                                 |
| ---------------- | --------------------------------------------------------------------------------------------- |
| NAME             | Jackson, Michael                                                                              |
| KURZBESCHREIBUNG | irischer Geistlicher, Erzbischof von Dublin und Bischof von Glendalough der Church of Ireland |
| GEBURTSDATUM     | 24. Mai 1956                                                                                  |
| GEBURTSORT       | Lurgan, Nordirland, Vereinigtes Königreich                                                    |